# Monumenti di Amsterdam

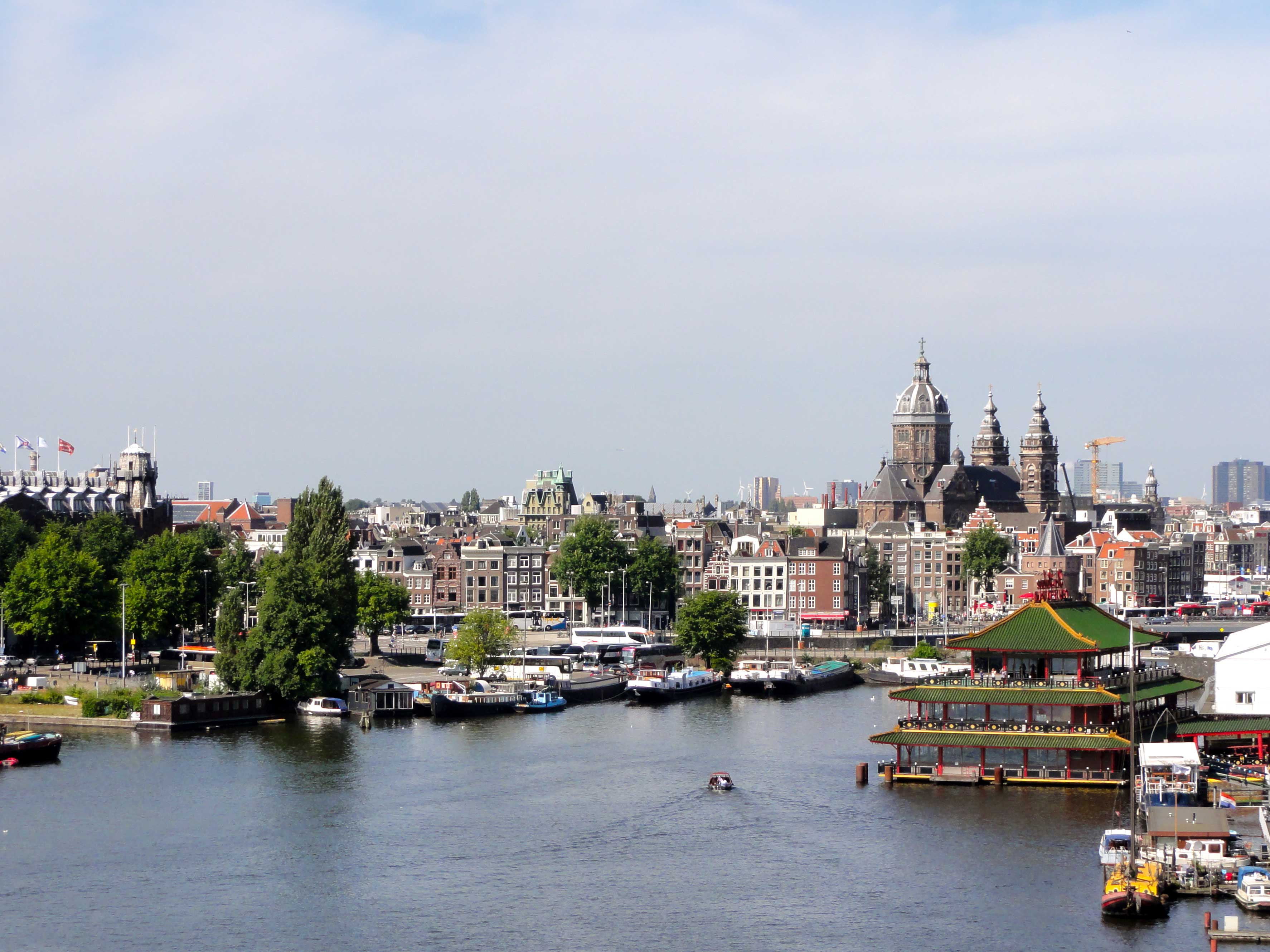
Uno scorcio di Amsterdam.

Amsterdam, con i suoi 4.630.000  turisti all'anno, è una delle mete europee più gettonate al mondo.
La città vanta circa 8.500 edifici classificati come monumenti protetti, tra rijksmonumenten e gemeentelijke monumenten.

## Musei

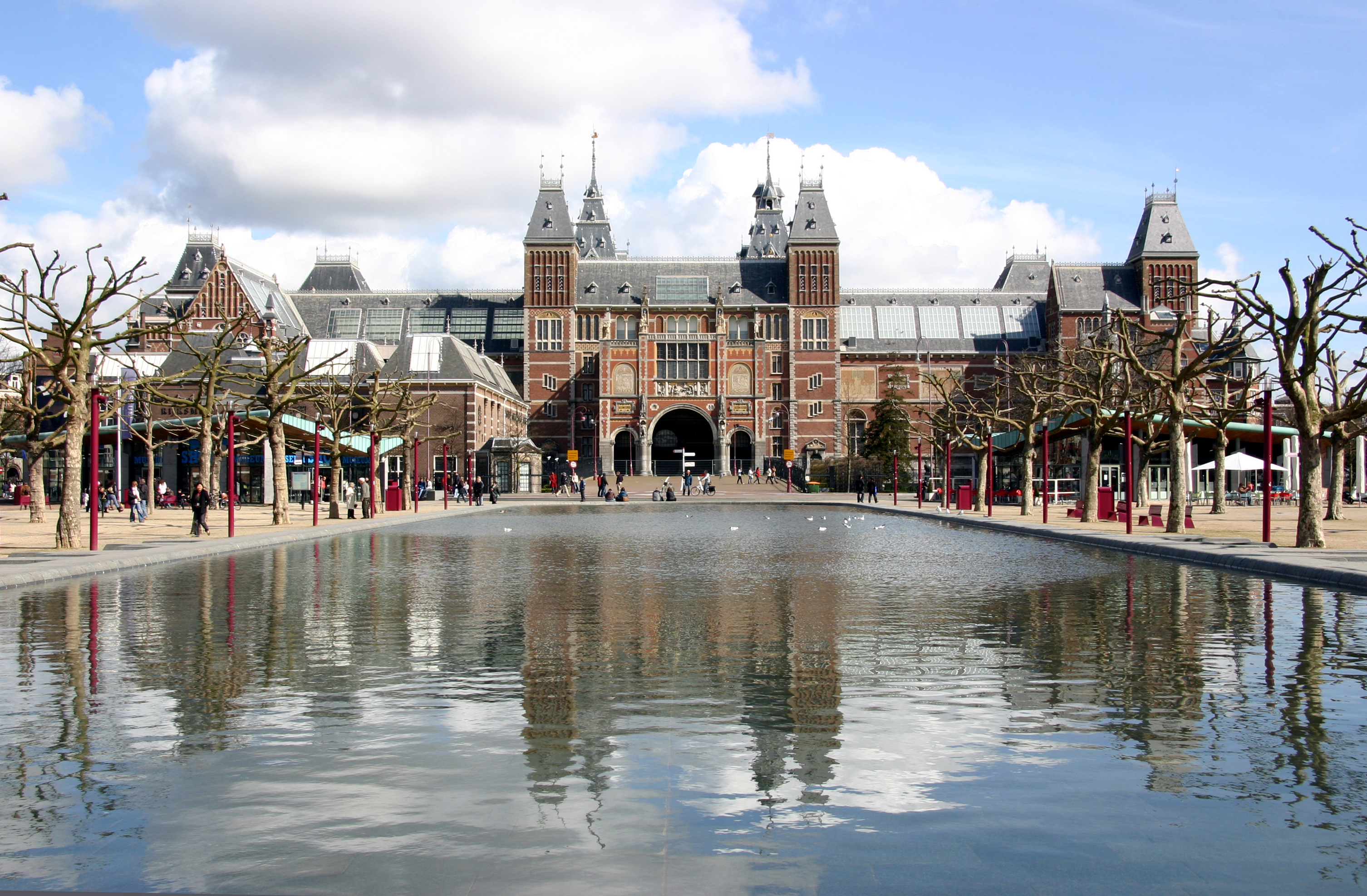
Il Rijksmuseum.

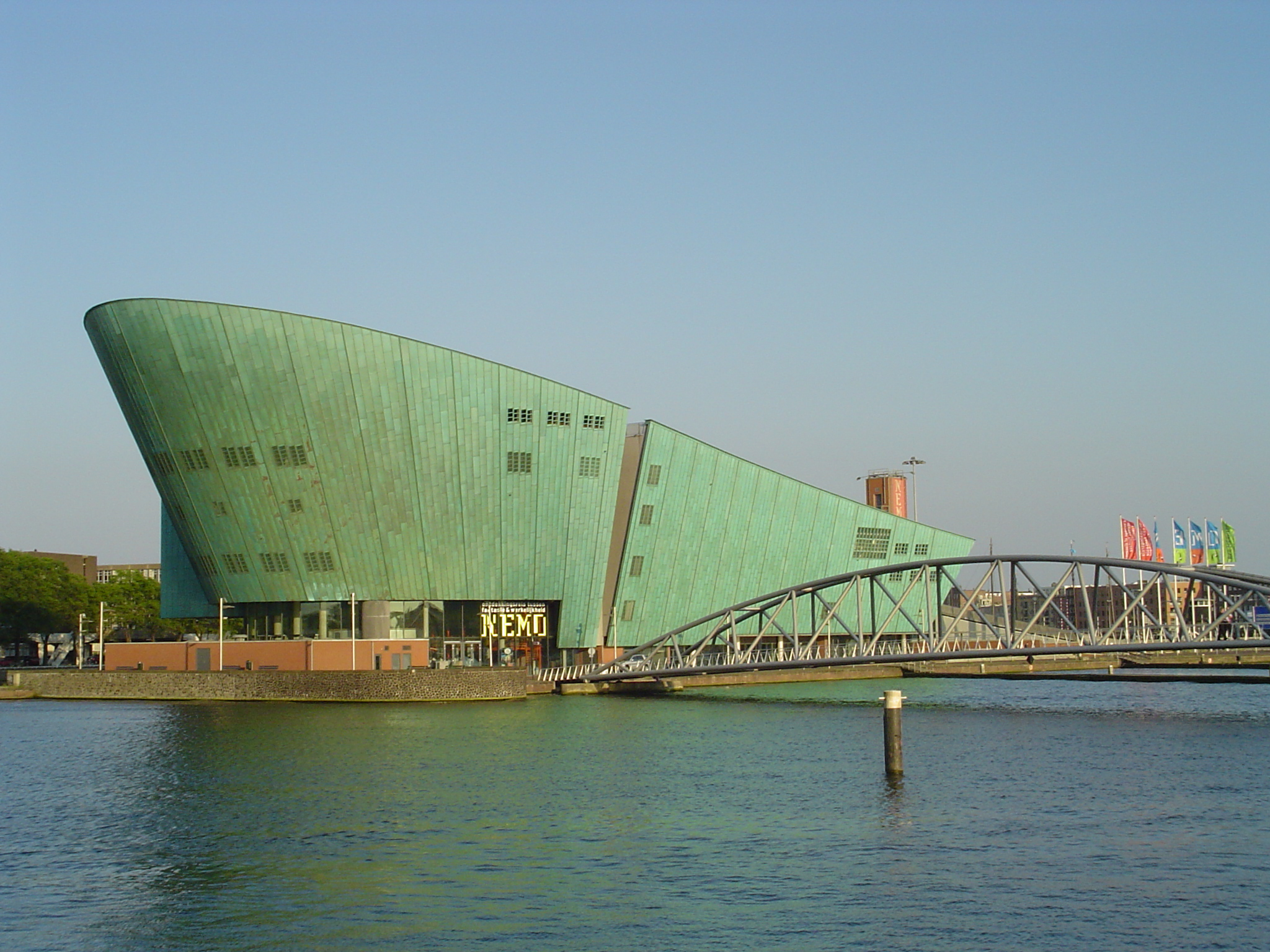
Il NEMO.

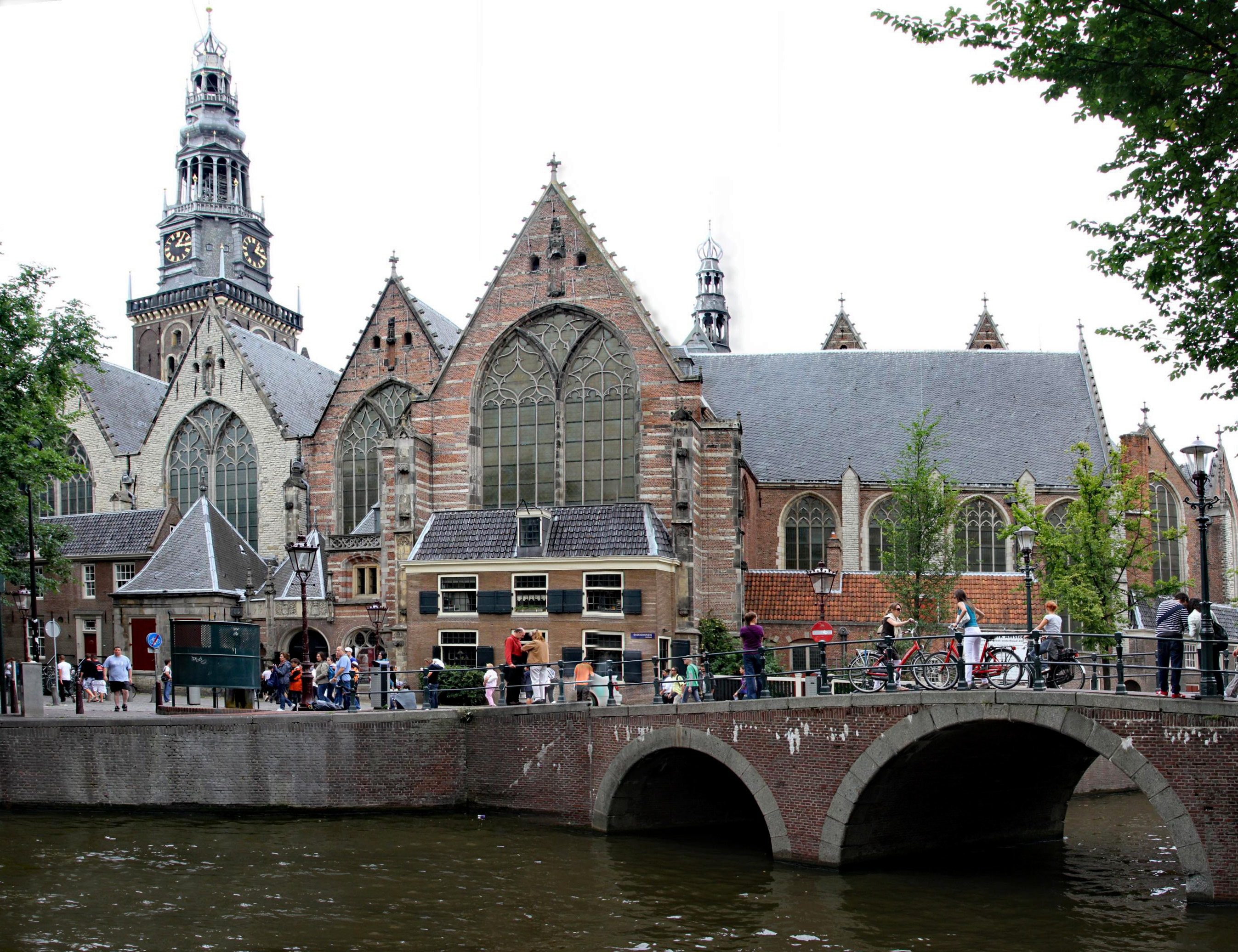
La Oude Kerk.

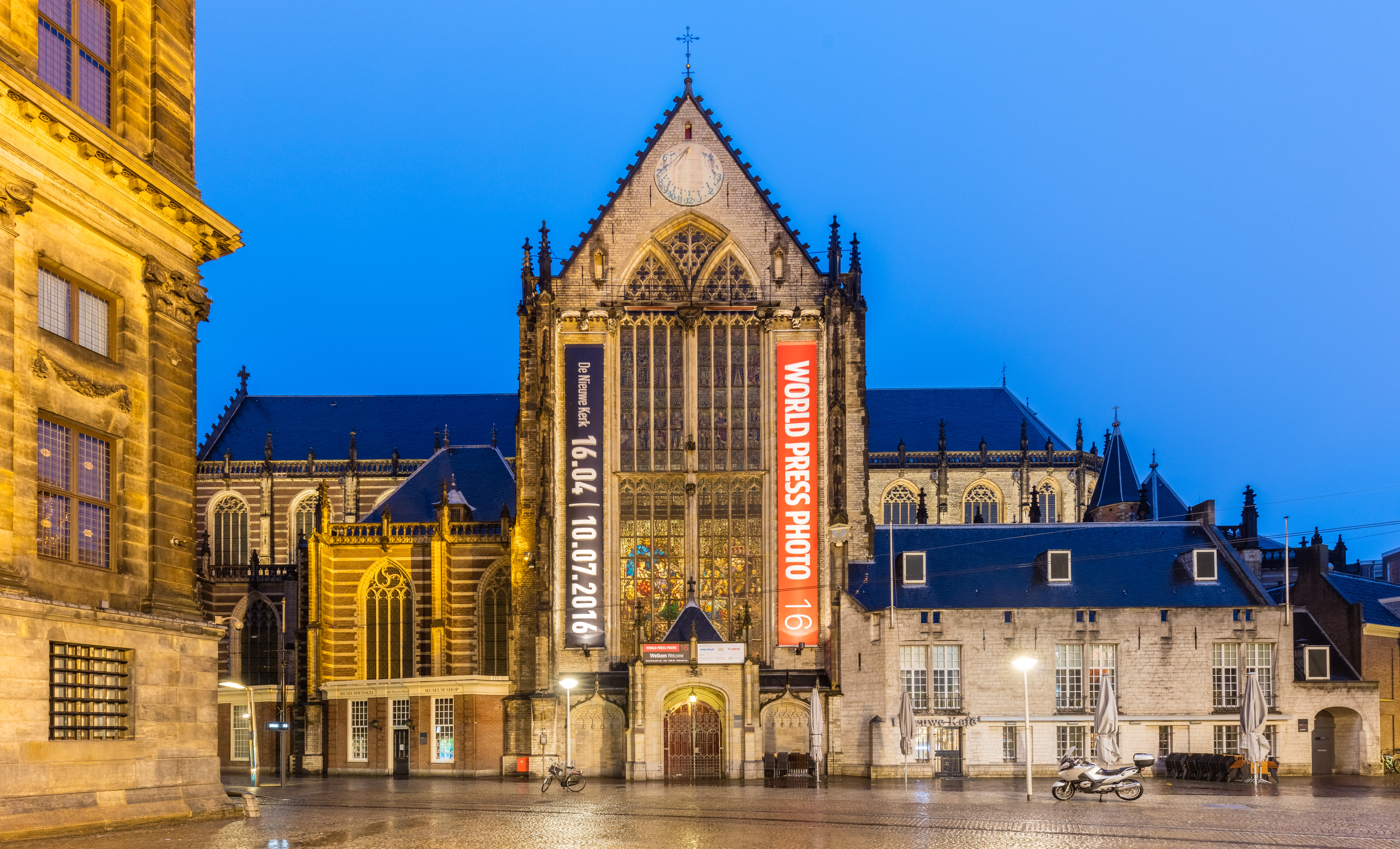
La Nieuwe Kerk.

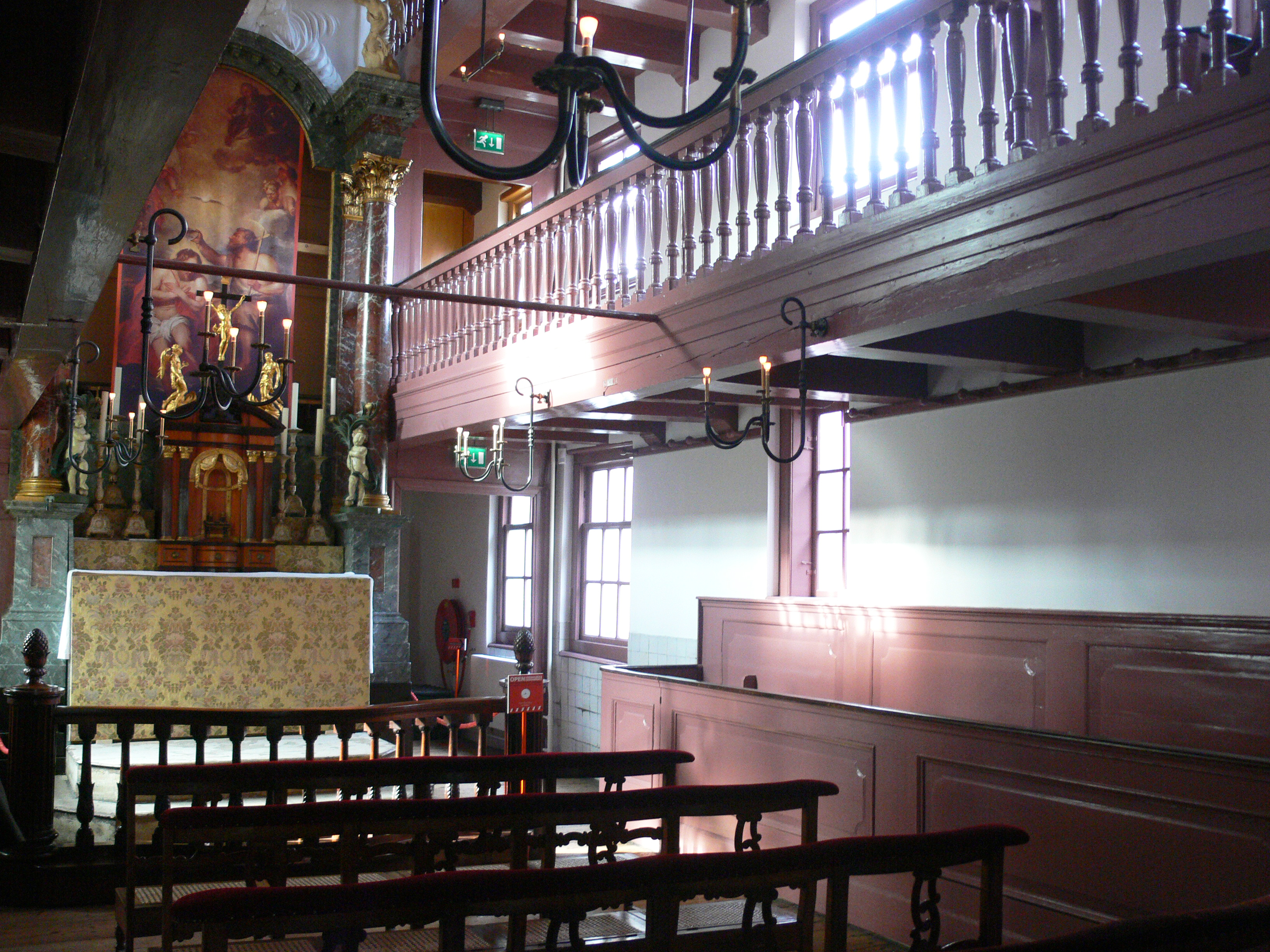
La Ons' Lieve Heer op Solder.

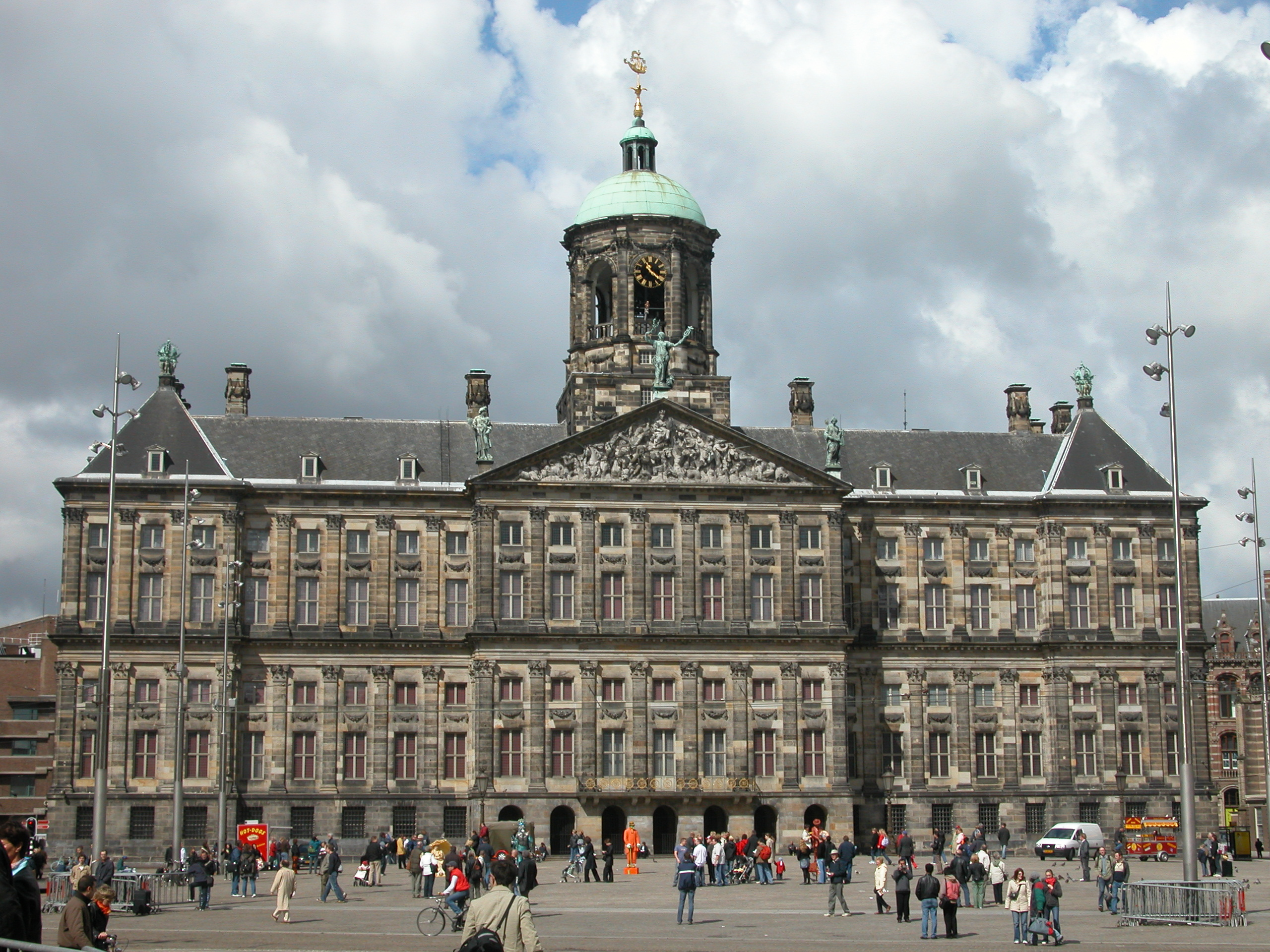
Il Palazzo Reale.

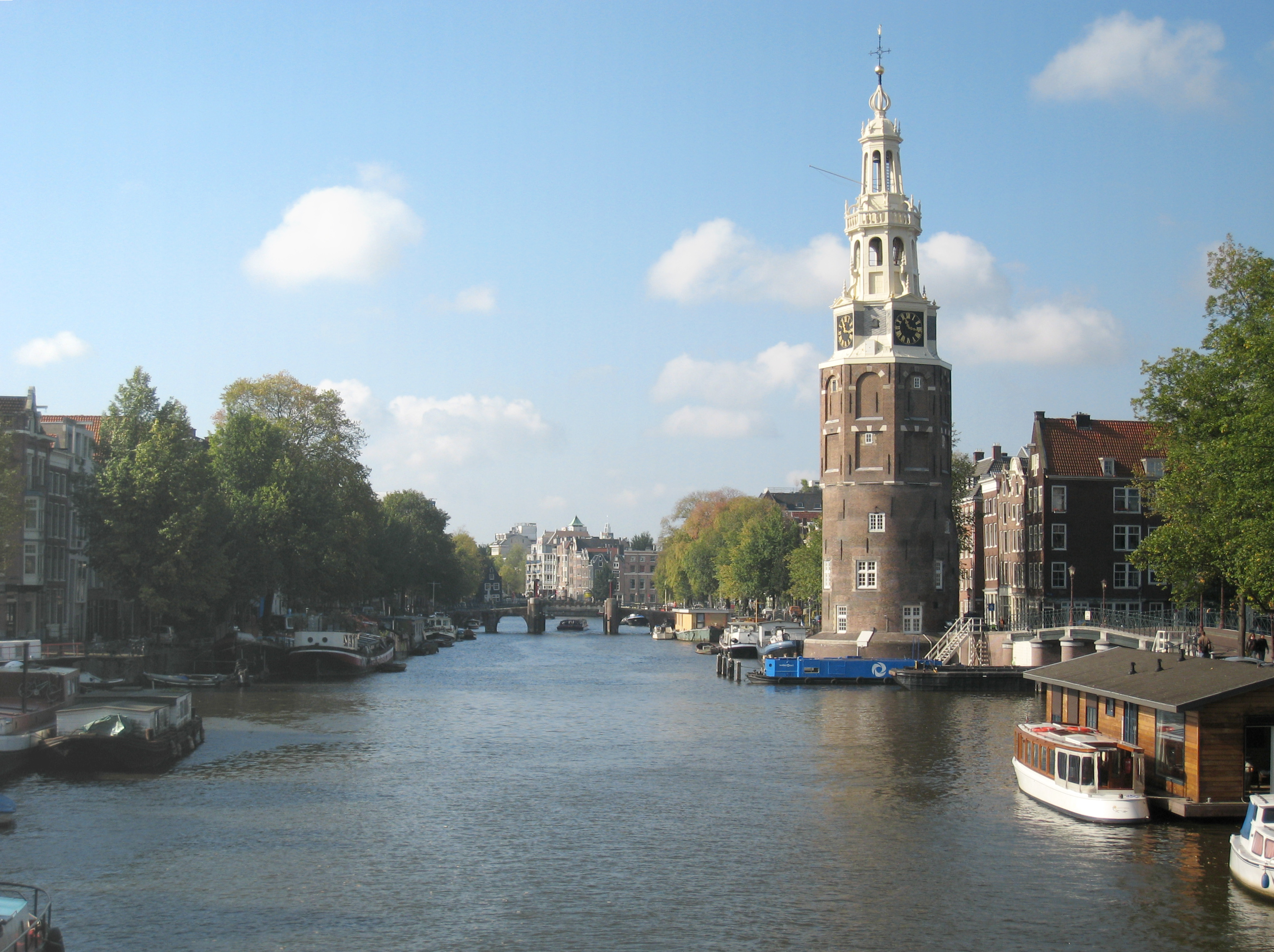
Il Montelbaanstoren.

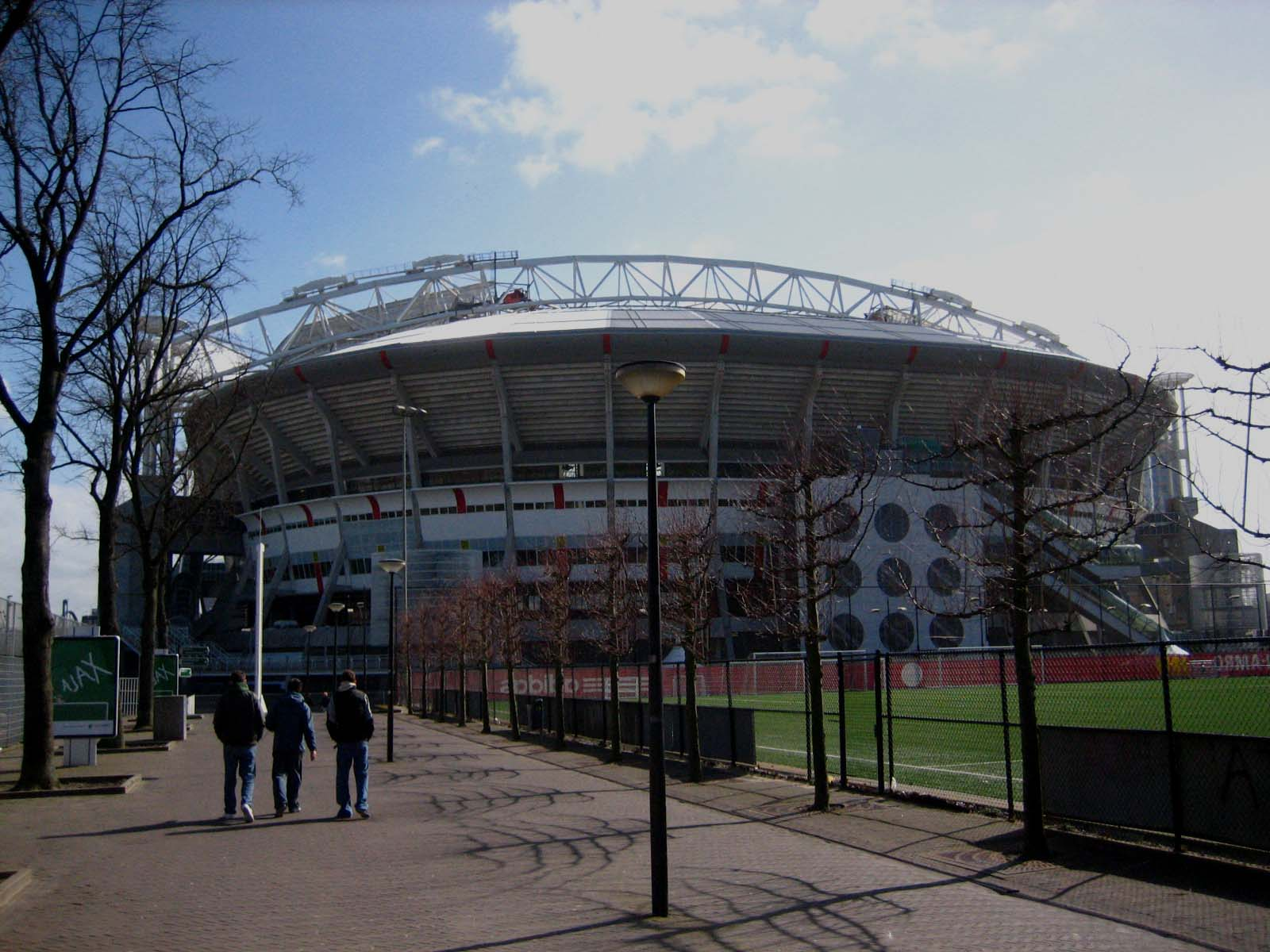
L'Amsterdam ArenA.

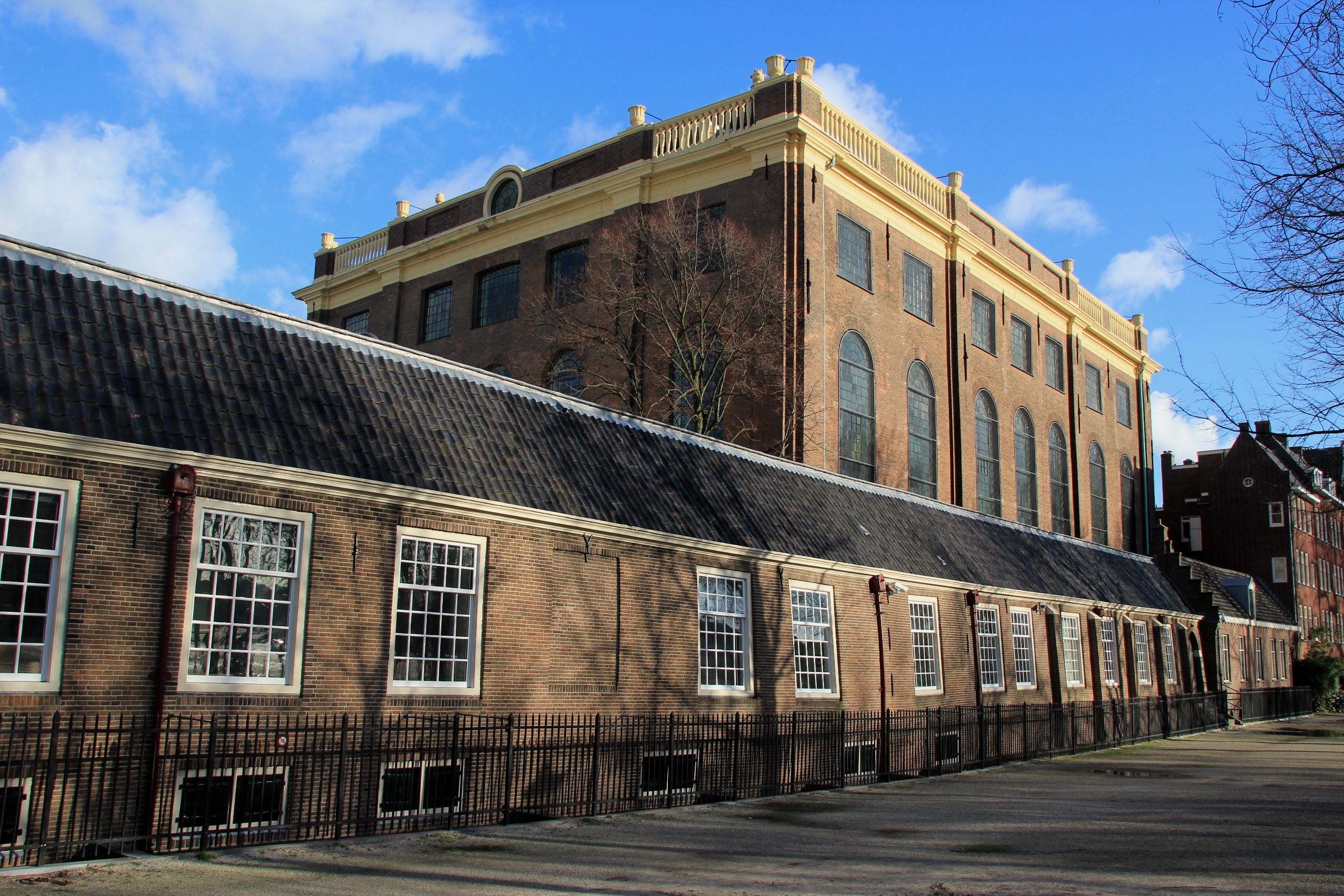
La Sinagoga Portoghese.

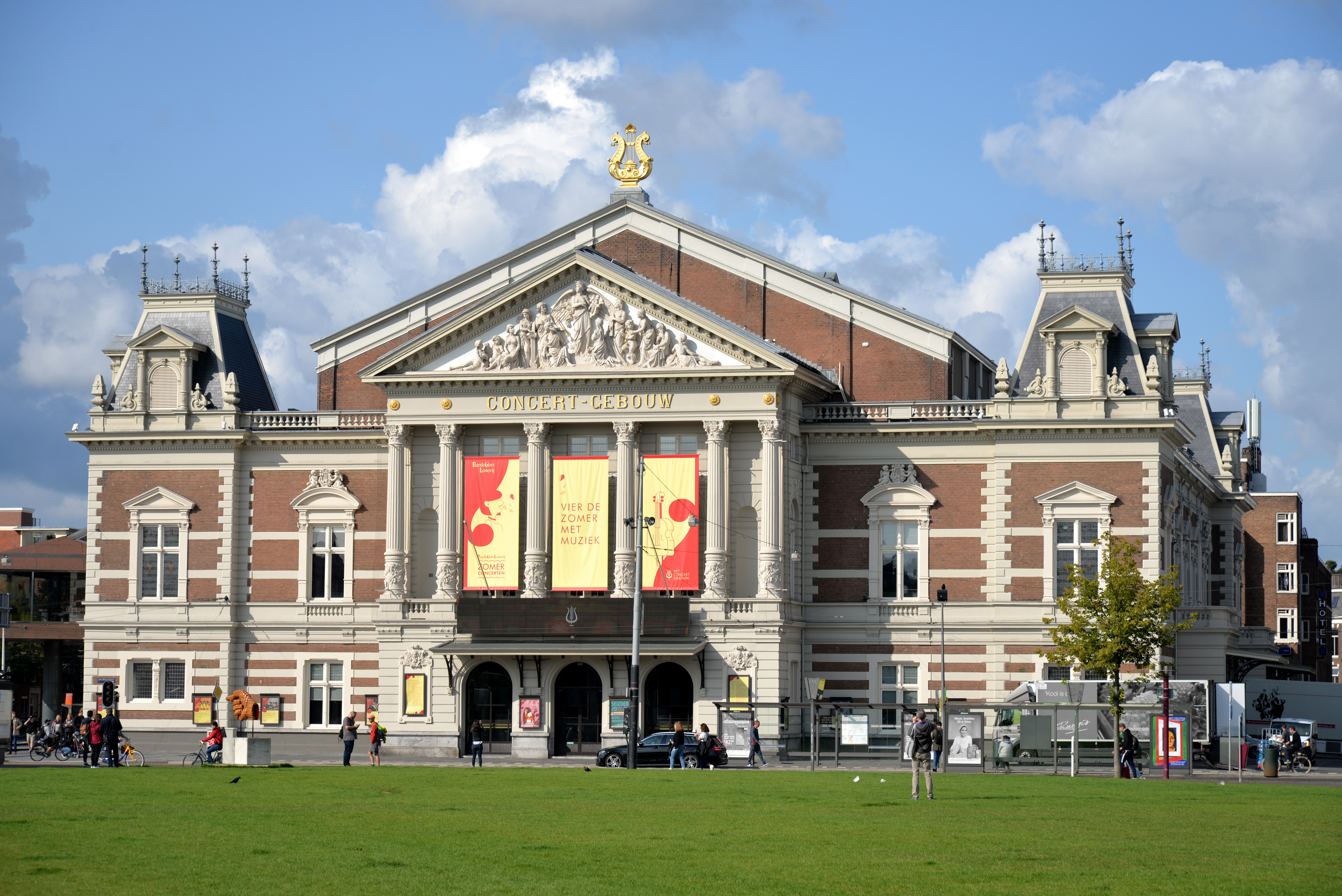
Il Concertgebouw.

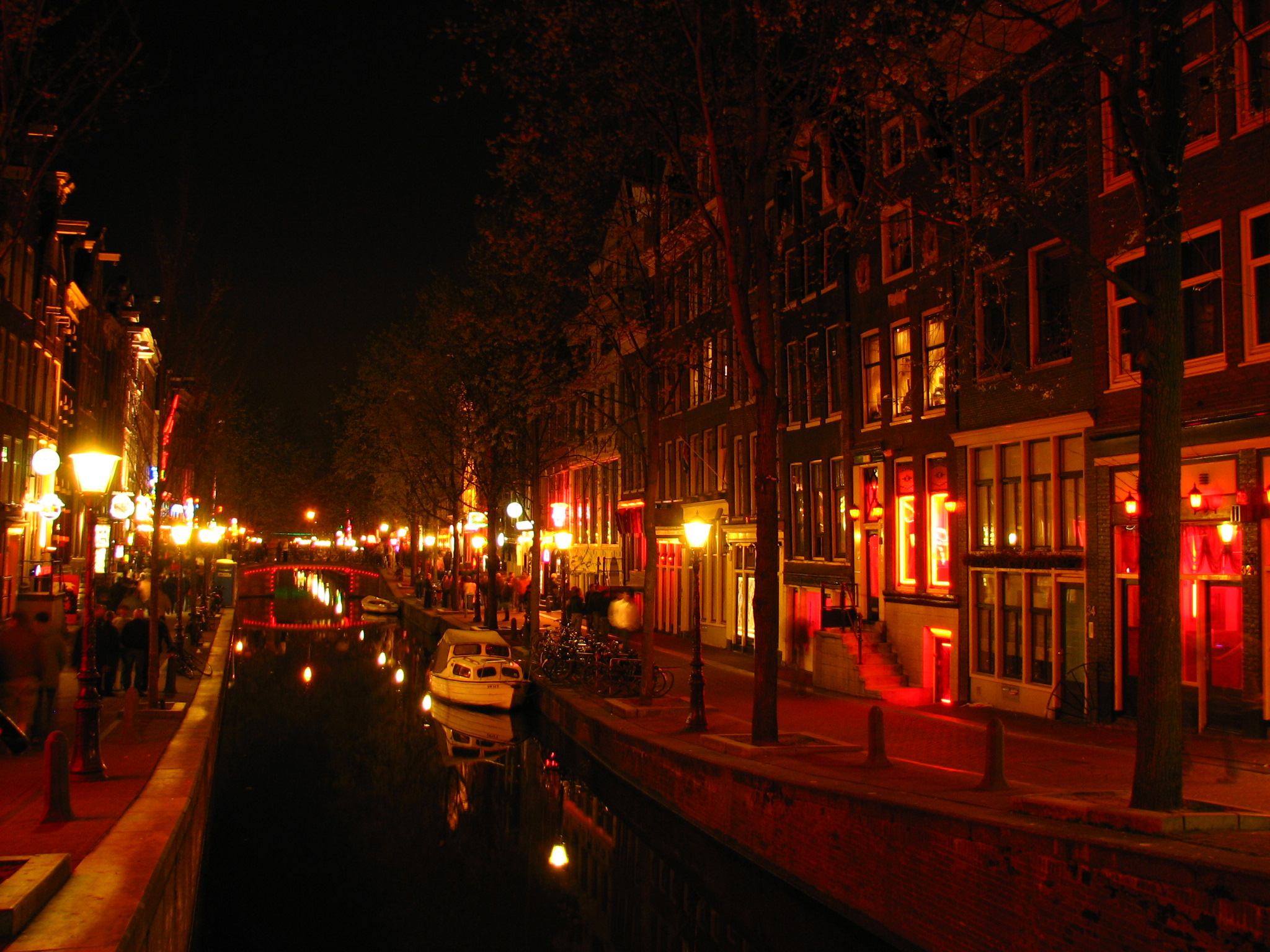
Il De Wallen.

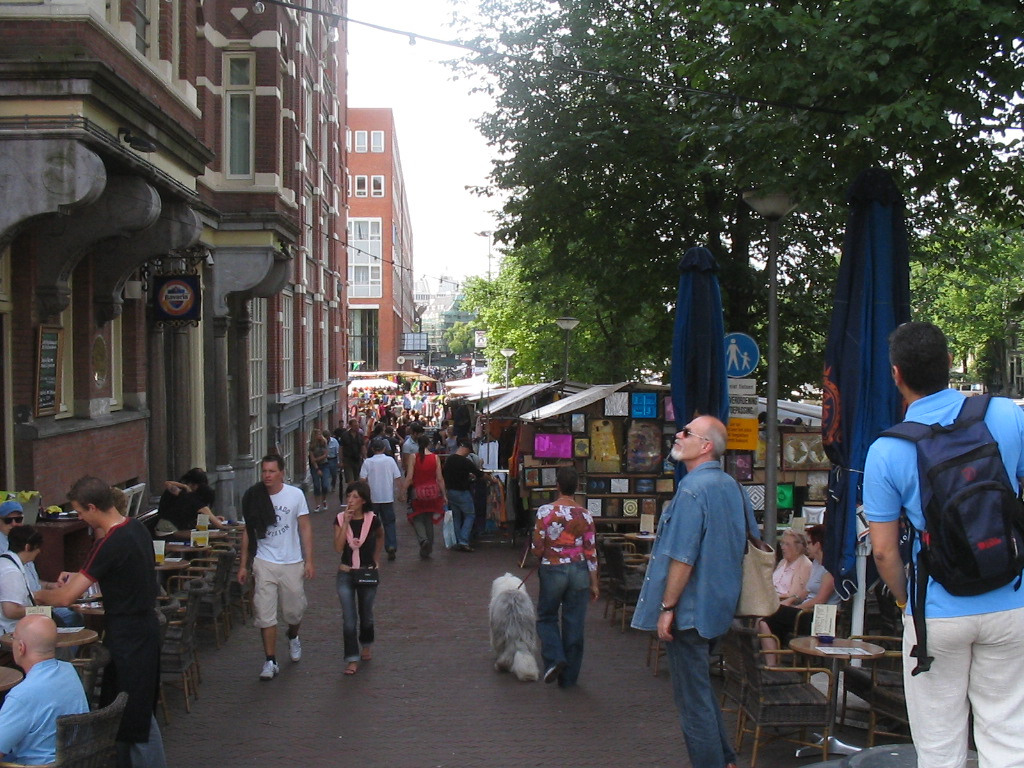
Il Waterlooplein.

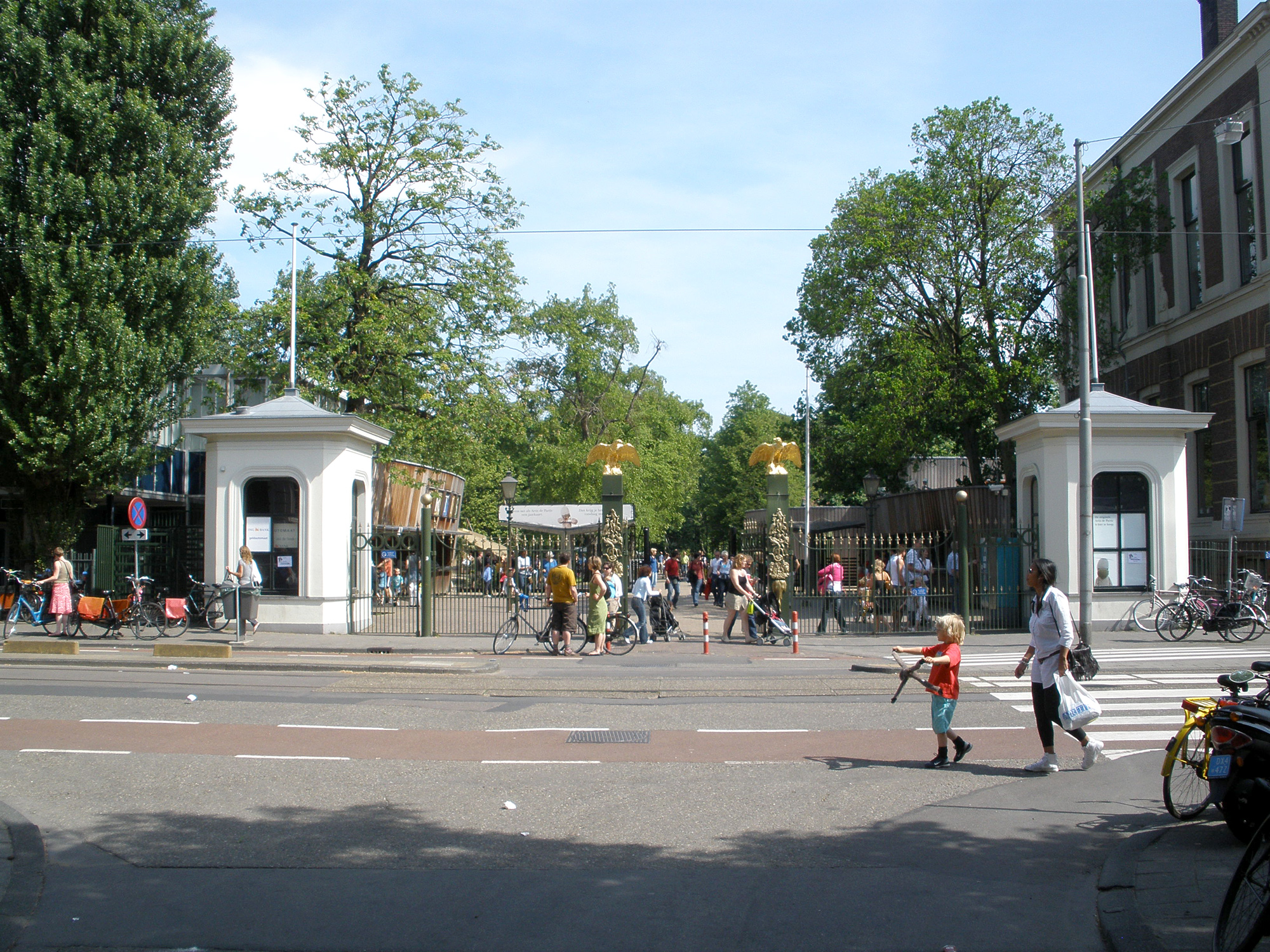
Lo zoo Artis.

- Rijksmuseum, il museo nazionale dei Paesi Bassi.
- Van Gogh Museum, che espone le opere di Vincent van Gogh;
- Stedelijk Museum, che espone opere di arte moderna;
- Rembrandthuis, che espone opere di Rembrandt van Rijn;
- Casa di Anna Frank;
- Museum Het Grachtenhuis, sui canali;
- Ermitage Amsterdam, sede olandese dell'Ermitage di San Pietroburgo;
- Tropenmuseum, il museo antropologico;
- NEMO, il museo della scienza (situato in un edificio che assomiglia a una nave che affonda);
- De Burcht, costruito da Hendrik Petrus Berlage;
- Verzetsmuseum, il museo della Resistenza di Amsterdam, ospitato nel Gebouw Plancius, nella zona di Plantage;
- Amsterdams Historisch Museum, il museo di storia;
- Allard Pierson Museum, il museo archeologico dell'Università di Amsterdam;
- Bijbels Museum, sulla Bibbia;
- Filmmuseum, il museo olandese della cinematografia;
- Joods Historisch Museum, il Museo della Storia Ebraica (che raccoglie oggetti e opere d'arte connesse alla cultura, alla religione e alla storia del popolo ebraico nei Paesi Bassi e nelle sue ex colonie);
- Museum Van Loon, un'abitazione affacciata su di un canale;
- Nederlands Scheepvaartmuseum, il museo sulla storia marittima olandese (riaperto il 1º ottobre 2011, dopo i lavori di ristrutturazione iniziati nel gennaio 2007);
- Museo del diamante, il museo sulla storia dei diamanti;
- Museo Willet-Holthuysen, abitazione patrizia sullo Herengracht trasformata in museo.

## Esposizioni
- Amsterdam EXPO, il nuovo centro esposizioni di Amsterdam, che ospita le migliori mostre svolte in tutto il mondo.

## Architetture religiose
- Oude Kerk, Chiesa Vecchia (ca. 1306);
- Nieuwe Kerk, Chiesa Nuova (1408);
- Zuiderkerk, Chiesa del Sud, la prima chiesa della città costruita appositamente per la confessione protestante (1603-1611);
- Noorderkerk, Chiesa del Nord (1620-1623);
- Westerkerk, Chiesa Occidentale, su progetto di Hendrick de Keyser (ca. 1638);
- Oosterkerk, Chiesa Orientale (ca. 1671);
- Ronde Lutherse Kerk, la prima chiesa luterana nei Paesi Bassi, con una cupola in rame;
- Chiesa riformata inglese di Amsterdam, parte della Chiesa di Scozia, è uno degli edifici più antichi di Amsterdam, situato nel Begijnhof;
- De Krijtberg, chiesa neo-gotica con due torri campanarie sul canale Singel;
- Sint Nicolaasbasiliek, chiesa neo-barocca del cattolicesimo;
- De Duif, la colomba;
- Ons' Lieve Heer op Solder, Nostro Signore in soffitta, nota anche come Museum Amstelkring, è una chiesa nascosta in una soffitta;
- De Papegaai, il pappagallino, situata nell'affollata Kalverstraat, è una chiesa neogotica (ca. 1848);
- Mozes en Aäronkerk, con due campanili affacciati su Waterlooplein;
- Posthoornkerk;
- Amstelkerk.

## Ponti
- Magere Brug, il ponte levatoio più noto di Amsterdam;
- Blauwbrug, che collega Rembrandtplein con Waterlooplein;
- Pythonbrug, che collega Sporenburg all'isola di Borneo;
- Jan Schaeferbrug, costruito nel 2001.

## Edifici storici
- Palazzo Reale, l'ex municipio (1648);
- Stopera, sede del municipio e del teatro dell'opera;
- Kalvertoren, centro commerciale situato nell'affollata Kalverstraat;
- Beurs van Berlage, originariamente concepito come sede del mercato azionistico di Amsterdam dall'architetto Hendrik Petrus Berlage, ora è utilizzato per le conferenze;
- Centraal Station, edificio neogotico;
- Schreierstoren, risalente al 1480, è uno degli edifici più antichi della città;
- Waag, fu costruito come parte delle fortificazioni della città (1481-1494), poi divenne una pesa pubblica e ora è un caffè e un museo;
- Montelbaanstoren, torre costruita come parte della fortificazione della città (1512);
- Munttoren, la torre più a sud tra tutte quelle di Amsterdam (1619-1620);
- Trippenhuis (1660-1662)
- Pakhuis De Zwijger, progettato dall'architetto J. de Bie Leuveling Tjeenk, era un magazzino di raffreddamento per le merci deperibili (1933-1934);
- Casa con cascata, al Zuiderkerkhof;
- Nieuwe Wereld, Nuovo Mondo, costruito dagli architetti Meyer e Van Schooten, nel 1980 fu abitato ad alcuni abusivi che chiamarono questo edificio Fine del Mondo;
- Barcellona Building, progettato dall'architetto B. Albert, è situato sul Levantkade (1993);
- Emerald Empire, progettato dall'architetto J. Coenen;
- Magna Plaza, un ex ufficio postale risalente al 1899 convertito in un centro commerciale nel 1990;
- The Whale, un mega-appartamento progettato dall'architetto F. van Dongen (costruito tra gli anni 1995-2000);
- Skydome, una torre di 60 metri progettata dall'architetto W. Arets, con tre scanalature verticali;
- Lloyd Hotel, era un hotel di emigranti (1917-1920);
- East India House, sede della Compagnia olandese delle Indie orientali (1606-1798), ora un edificio universitario;
- Rembrandt Tower, un grattacielo di 135 metri;
- Bijlmerbajes, una prigione di Amsterdam vicino alla Stazione di Amsterdam Amstel;
- Amsterdam ArenA, uno stadio di calcio sede dell'AFC Ajax;
- Begijnhof, uno dei più antichi beghinaggi di Amsterdam;
- Sinagoga Portoghese, imponente edificio fondato dalla comunità ebraica sefardita nel 1670;
- El Tawhid Mosque, una moschea fondata nel 1986;
- Homomonument, un memoriale nel centro cittadino per commemorare tutti i gay e le lesbiche che subirono persecuzioni a causa del loro orientamento sessuale;
- Millennium Tower, una torre di uffici di 97,5 metri (24 piani);
- Olympisch Stadion, costruito per i Giochi della IX Olimpiade, fu progettato dall'architetto Jan Wils;
- Metropolitana di Amsterdam, una metropolitana con tre linee principali;
- Openbare Bibliotheek Amsterdam, costruito dall'architetto J. Coenen a Oosterdokseiland, ha una splendida vista sulla città;
- Tempio Si Shan Hua, il più grande tempio buddista d'Europa costruito in stile tradizionale cinese.
- Huis De Dolphijn, Casa sul Singel progettata da Hendrick de Keyser il Vecchio, 1599-1602.
- Huis met de Hoofden (1622), sul Keizersgracht, progettato da Hendrick de Keyser il Vecchio
- Bartolottihuis, edificio sullo Herengracht, progettato da Hendrick de Keyser il Vecchio
- Pintohuis (XVII secolo)
- Haarlemmerpoort
- Muiderpoort
- Huize Frankendael
- Scheepvaarthuis (1916), primo esempio della cosiddetta "Scuola di Amsterdam"[2]

## Sale concerti
- Concertgebouw, sede dell'Orchestra reale del Concertgebouw;
- Stopera, sede del municipio e del teatro dell'opera;
- Heineken Music Hall;
- Paradiso, un centro di musica locale;
- Melkweg, centro culturale specializzato in concerti di musica rock;
- Muziekgebouw aan 't IJ, un centro di musica classica contemporanea;
- Bimhuis, un centro per il jazz e per la musica improvvisata, situato all'interno del Muziekgebouw.

## Fabbriche di diamanti
- Amsterdam Diamond Centre;
- Coster Diamonds, una delle più antiche fabbriche di lucidatura di diamanti nei Paesi Bassi;
- Gassan Diamonds;
- Zazare Diamonds.

## Distretto a luci rosse
Ci sono diversi quartieri a luci rosse ad Amsterdam:
- De Wallen, situato vicino alla Oude Kerk;
- Singelgebied, situato lungo il canale Singel e a nord della Nieuwe Kerk;
- Oude Nieuwstraat, situato nei pressi di Piazza Dam;
- Alcuni edifici isolati lungo il Ruysdaelkade nel quartiere De Pijp.

## Mercati
- Albert Cuypmarkt, nel quartiere De Pijp;
- Waterlooplein, a sud del Rembrandt House Museum;
- Dappermarkt, nel distretto Dapperbuurt;
- Noordermarkt, mercato dei prodotti biologici;
- Czaar Petermarkt, in Peterstraat Czaar;
- Bloemenmarkt, l'unico mercato galleggiante di fiori in tutto il mondo.

## Birrerie
- Heineken Brouwerij, che si trova nel quartiere De Pijp, ora convertito in un museo;
- Brouwerij 't IJ, situato ai piedi del mulino a vento De Gooyer;
- Brouwerij De Prael, situato a Oudezijds Voorburgwal nel cuore del quartiere a luci rosse.

## Zoo
- Artis, lo zoo più antico dei Paesi Bassi.